# Пфеффікон (округ)
Пфеффікон (нім. Bezirk Pfäffikon) — округ у Швейцарії в кантоні Цюрих.
Адміністративний центр — Пфеффікон.

## Громади
У таблиці наведено список громад округу станом на 2022 рік, населення та площа станом на 2019 рік.

| Українська назва   | Оригінальна назва | Код BFS | Населення | Площа |
| ------------------ | ----------------- | ------- | --------- | ----- |
| Баума              | Bauma             | 0297    | 4873      | 29,5  |
| Вайсслінген        | Weisslingen       | 0180    | 3364      | 12,8  |
| Віла               | Wila              | 0181    | 1977      | 9,2   |
| Вільдберг          | Wildberg          | 0182    | 985       | 10,6  |
| Гіттнау            | Hittnau           | 0173    | 3664      | 13,0  |
| Ілльнау-Еффретікон | Illnau-Effretikon | 0296    | 17333     | 32,9  |
| Ліндау             | Lindau            | 0176    | 5605      | 12,0  |
| Пфеффікон          | Pfäffikon         | 0177    | 12164     | 19,5  |
| Руссікон           | Russikon          | 0178    | 4393      | 14,2  |
| Феральторф         | Fehraltorf        | 0172    | 6485      | 9,5   |